# Fortaleza do Tabocão
Fortaleza do Tabocão är en kommun i Brasilien.   Den ligger i delstaten Tocantins, i den centrala delen av landet, 700 km norr om huvudstaden Brasília. Antalet invånare är 2 423.
Omgivningarna runt Fortaleza do Tabocão är huvudsakligen savann. Runt Fortaleza do Tabocão är det mycket glesbefolkat, med 4 invånare per kvadratkilometer.